# 上川村 (新潟県北魚沼郡)
上川村（かみがわむら）は、かつて新潟県北魚沼郡にあった村。

## 沿革
- 1889年（明治22年）4月1日 - 町村制施行に伴い北魚沼郡相川村、武道窪村、荒谷村、牛ケ島村、牛ケ島新田が合併し、上川村が発足。
- 1901年（明治34年）11月1日 - 北魚沼郡薭生村と合併し、薭生村を新設して消滅。
- 1929年（昭和4年）3月1日 - 薭生村が二分割された際、旧村域は北魚沼郡川口村に編入された。